# Unterboschbach
Unterboschbach ist ein Ortsteil im Stadtteil Hebborn von Bergisch Gladbach.

## Geschichte

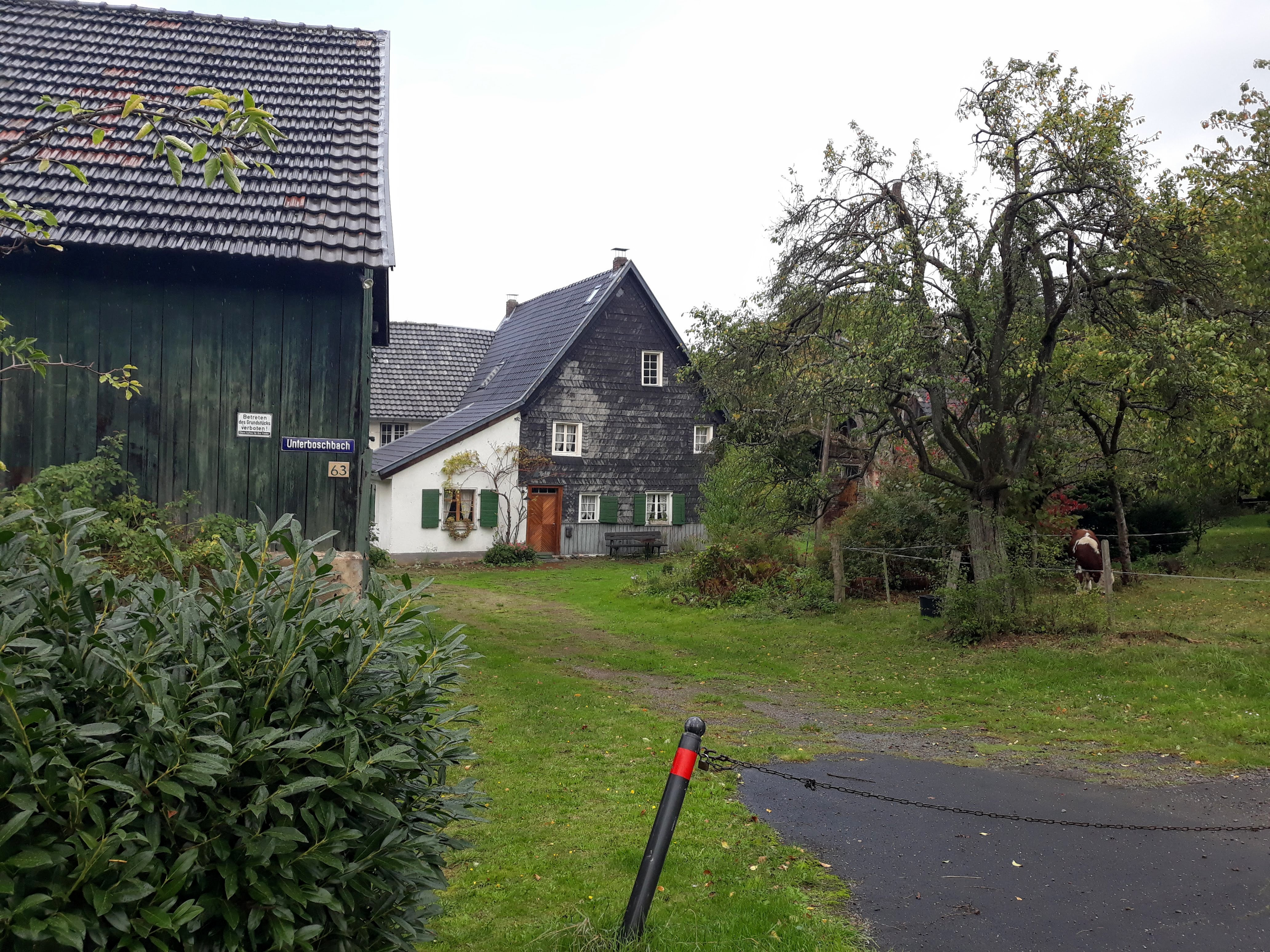
Hof in Unterboschbach

Unterboschbach ist aus einer mittelalterlichen Siedlungsgründung hervorgegangen, die erstmals 1400 als Nederburstbach erwähnt wurde. Im Urkataster ist sie als Unter Borsbach verzeichnet. Aus der ursprünglichen Hofgründung entwickelte sich bis 1905 ein Weiler mit fünf Ackergütern und 36 Einwohnern. Das Bestimmungswort bosch leitet sich aus dem mittelhochdeutschen Busch/bosch (= Busch, Wald) her.
Die Topographia Ducatus Montani des Erich Philipp Ploennies, Blatt Amt Porz, belegt, dass der Wohnplatz 1715 als Ort mit zwei Höfen kategorisiert wurde und mit Borsbach bezeichnet wurde. Aus Carl Friedrich von Wiebekings Charte des Herzogthums Berg 1789 geht hervor, dass Unterboschbach, hier noch Borsbach genannt, zu dieser Zeit Teil der Honschaft Combüchen im Kirchspiel Paffrath war.
Unter der französischen Verwaltung zwischen 1806 und 1813 wurde das Amt Porz aufgelöst und Unterboschbach wurde politisch der Mairie Gladbach im Kanton Bensberg zugeordnet. 1816 wandelten die Preußen die Mairie zur Bürgermeisterei Gladbach im Kreis Mülheim am Rhein. Mit der Rheinischen Städteordnung wurde Gladbach 1856 Stadt, die dann 1863 den Zusatz Bergisch bekam. Der korrespondierende Ort Oberborsbach ist Teil von Odenthal.
Der Ort ist auf der Topographischen Aufnahme der Rheinlande von 1824 und auf der Preußischen Uraufnahme von 1840 als Unter Borsbach  verzeichnet. Ab der Preußischen Neuaufnahme von 1892 ist er auf Messtischblättern regelmäßig als Unter Boschbach oder ohne Namen verzeichnet.
Aufgrund des Köln-Gesetzes wurde die Stadt Bensberg mit Wirkung zum 1. Januar 1975 mit Bergisch Gladbach zur Stadt Bergisch Gladbach zusammengeschlossen. Dabei wurde auch Unterboschbach Teil von Bergisch Gladbach.
| Jahr | Einwohner | Wohn- gebäude | Kategorie | Bemerkung            |
| ---- | --------- | ------------- | --------- | -------------------- |
| 1822 | 14        |               | Hofstelle | gen. Borsbach        |
| 1830 | 20        |               | Hofstelle | gen. Borsbach        |
| 1845 | 24        | 6             | Hofstelle | gen. Unter Borsbach  |
| 1871 | 19        | 5             | Hofstelle |                      |
| 1885 | 24        | 5             | Wohnplatz | gen. Unter Boschbach |
| 1895 | 34        | 6             | Wohnplatz | gen. Unter Boschbach |
| 1905 | 36        | 5             | Wohnplatz |                      |

## Bergbau
In der Umgebung von Unterboschbach erstreckte sich das Grubenfeld Hubertus am nördlichen Rand der Paffrather Kalkmulde. Relikte vom Bergbau sind nicht mehr vorhanden.